# Condado de Adelaide
Mapa de condado de Adelaide em 1886 mostrando os hundreds
O Condado de Adelaide é um dos 49 condados da Austrália do Sul e contém a cidade de Adelaide. Foi proclamado em 2 de junho de 1842 pelo Governador Grey. É delimitada pelo rio Gawler e  rio Para-Norte no norte, o Monte Lofty Ranges no leste, Golfo do São Vicente no oeste, e vai até o sul de perto de Willunga.

## Hundreds
O condado de Adelaide é dividido nos seguintes hundreds:
| Hundred       | Coordenadas                   | Área                  | Ref |
| ------------- | ----------------------------- | --------------------- | --- |
| Adelaide      | 34° 56′ 52″ S, 138° 37′ 30″ L | 106 sq mi (270 km2)   |     |
| Barossa       | 34° 38′ 08″ S, 138° 53′ 17″ L | 98,5 sq mi (255 km2)  |     |
| Kuitpo        | 35° 10′ 10″ S, 138° 43′ 12″ L | 124 sq mi (320 km2)   |     |
| Munno Para    | 34° 41′ 44″ S, 138° 38′ 35″ L | 108 sq mi (280 km2)   |     |
| Noarlunga     | 35° 04′ 39″ S, 138° 37′ 51″ L | 120 sq mi (310 km2)   |     |
| Onkaparinga   | 34° 57′ 20″ S, 138° 49′ 57″ L | 114,5 sq mi (297 km2) |     |
| Parra Wirra   | 34° 47′ 21″ S, 138° 49′ 34″ L | 102,5 sq mi (265 km2) |     |
| Port Adelaide | 34° 41′ 04″ S, 138° 31′ 44″ L | 68,5 sq mi (177 km2)  |     |
| Talunga       | 34° 49′ 05″ S, 138° 55′ 26″ L | 89 sq mi (230 km2)    |     |
| Willunga      | 35° 14′ 22″ S, 138° 31′ 59″ L | 99 sq mi (260 km2)    |     |
| Yatala        | 34° 49′ 50″ S, 138° 37′ 42″ L | 111 sq mi (290 km2)   |     |